# Rio North Folk Republican
O rio North Fork Republican é um rio que nasce no Condado de Yuma no Colorado e que percorre 89,2 km antes de se juntar ao rio Arikaree formando o rio Republican.